# Свети Спиридон (Добролища)
„Свети Спиридон“ (на гръцки: Προσκυνηματικό Κέντρο του Αγίου Σπυρίδωνος) е православен поклоннически център в Костурско, Егейска Македония, Гърция.

## Местположение
„Свети Спиридон“ е разположен на левия бряг на река Бистрица (Алиакмонас), южно от село Добролища (Калохори) и северно от Желегоже (Пендаврисо).

## Описание
Комплексът е уникален за Костурско. Състои се от три църкви, две аязма – смятани за свещени извори – и две зали за приемане на поклонници. Първата и най-важна от трите споменати църкви е посветена на Свети Спиридон и дава името на целия комплекс. В архитектурно отношение е еднокорабна базилика, има сравнително малки размери и е построена около 1950 година. Почти всичките ѝ икони са интересни произведения на квалифицирания местен иконописец Йоанис Цимас от Богатско (Вогацико). Отвън до северната страна на църквата се намира главното аязмо на комплекса, а от двете страни на храма има две малки сгради, построени за посрещане и настаняване на поклонници.
Вторият храм се намира на около 50 m източно от „Свети Спиридон“ и е посветен на светите Константин и Елена. Тази църква също е с малки размери и е в стила на еднокорабна базилика, а иконите в нея също са дело на Йоанис Цимас.
Третата църква е съвсем близо до църквата „Св. св. Константин и Елена“ и е посветена на Света Параскева. Този храм е най-старият от групата от три храма и има много малки размери. До нея е второто поклонническо аязмо.